# Cyathea catillifera
Cyathea catillifera är en ormbunkeart som beskrevs av Holtt. Cyathea catillifera ingår i släktet Cyathea och familjen Cyatheaceae. Inga underarter finns listade.